# 아우다이르
아우다이르 나시멘투 두스 산투스(포르투갈어: Aldair Nascimento dos Santos, 1965년 11월 30일 ~ )는 약칭 아우다이르(포르투갈어: Aldair)로 알려진 브라질의 전 축구 선수로, 포지션은 중앙 수비수였다.
AS 로마에서 선수 생활의 대부분을 했으며, 주장으로 2000-01 시즌에 리그 우승을 차지했고 AS 로마 명예의 전당에 입성했다. 1994년 FIFA 월드컵에도 출전해 우승을 차지했다.

## 선수 생활

### 클럽 경력
아우다이르는 1985년부터 CR 플라멩구에서 뛰며 1987년에 리그 우승을 차지했다. 1989년에 유럽으로 건너가 SL 벤피카에 입단했으며, 한 시즌 동안 뛰면서 수페르타사 칸디두 드 올리베이라에서 우승을 했으며 유러피언컵의 결승전까지 진출했다. 그 뒤 1990년 AS 로마로 이적한 뒤 2003년까지 AS 로마에서 뛰었다. 아우다이르는 AS 로마에서 1991년 코파 이탈리아에서 우승을 했고 UEFA 컵에서 결승전까지 진출했으며, 2001년에는 리그 우승과 수페르코파 이탈리아나 우승을 차지했다. 아우다이르가 AS 로마를 떠났을 때 아우다이르의 등번호 6번은 결번이 됐지만, 2013년 케빈 스트로트만이 입단한 뒤 6번을 물려주었다.
AS 로마를 떠난 뒤 세리에 B의 제노아 CFC로 이적했으며, 2005년 브라질의 히우브랑쿠 아틀레티쿠 클루비에서 뛴 뒤 은퇴를 했다.
하지만 2007년 아우다이르의 친구이자 SS 무라타의 공격수 마시모 아고스티니가 아우다이르에게 산마리노의 SS 무라타가 UEFA 챔피언스 리그에서 활약할 수 있게 하자고 해 2007년 7월부터 2010년까지 SS 무라타에서 뛰었다.

### 국가대표팀 경력
아우다이르는 1989년부터 브라질 축구 국가대표팀에 뽑혀 1989년 코파 아메리카에서 우승을 했고 1990년 FIFA 월드컵에도 참가했다. 1994년에 월드컵 우승을 차지했고, 1998년 FIFA 월드컵에도 결승전까지 올라갔지만 준우승에 머물렀다. 1996년 하계 올림픽에도 출전해 동메달을 목에 걸었으며, 1997년 코파 아메리카와 1997년 FIFA 컨페더레이션스컵에서 우승을 차지했다. 또한 1995년 엄브로 컵과 1997년 투르누아 드 프랑스에서도 우승을 했다.

## 수상

### 클럽
- 세리에 A : 2000-01
- 코파 이탈리아 : 1990-91
- 수페르코파 이탈리아나 : 2001
- 캄페오나투 카리오카 : 1986
- 캄페오나투 브라질레이루 세리이 A : 1987
- 수페르타사 칸디두 드 올리베이라 : 1989
- 캄피오나토 산마리노 디 칼초 : 2007-08

### 국가대표[1]
- FIFA 월드컵 : 우승 (1994), 준우승 (1998)
- 코파 아메리카 : 우승 (1989, 1997), 준우승 (1995)
- 하계 올림픽 동메달 : 1996
- FIFA 컨페더레이션스컵 : 1997

### 개인
- FIFA XI : 2000[2]
- 골든 풋 : 2008
- AS 로마 명예의 전당 : 2013[3]